# La Colonia de Aputzio
La Colonia de Aputzio är en ort i Mexiko.   Den ligger i kommunen Zitácuaro och delstaten Michoacán de Ocampo, i den södra delen av landet, 130 km väster om huvudstaden Mexico City. La Colonia de Aputzio ligger 2 240 meter över havet och antalet invånare är 431.
Terrängen runt La Colonia de Aputzio är kuperad åt sydväst, men åt nordost är den bergig. Runt La Colonia de Aputzio är det ganska tätbefolkat, med 90 invånare per kvadratkilometer. Närmaste större samhälle är Heróica Zitácuaro, 9,6 km norr om La Colonia de Aputzio. I omgivningarna runt La Colonia de Aputzio växer i huvudsak blandskog.